# Custos armorum
Custos armorum byla hodnost v římských legiích. Vojáci v této pozici se starali o opravu a údržbu výstroje a zbraní. Někdy tuto hodnost získávali legionáři, kteří před vstupem do armády pracovali jako kováři. Jindy se jimi stávali nádeníci nebo dobrovolníci z místa, kde legie působila.
V hierarchii armády byli custos armorum velmi vážení, protože se vojáci museli v bitvě spoléhat na jejich dokonalou práci. Vydělali si také jeden a půlkrát více peněz, než obyčejný voják. Provoz kovárny a palivo si totiž museli platit sám. 
Podle nálezů ve velkých kovárnách v náborových městech římské říše (hlavně v dnešní Itálii) byli odpovědní především za opravu výstroje, či sériovou výrobu zbraní a zbroje.